# Neisseria
Neisseria (нейсерії) — рід бактерій типу протеобактерій, велика група грам-негативних форм. За формою Neisseria — диплококи, під мікроскопом нагадують кавові боби. Рід включає багато патогенів людини, наприклад:
- N. gonorrhoeae (також називають «гонококом») — спричинює гонорею;
- N. meningitidis (також називають «менінгококом») — спричинює менінгококову інфекцію;

Рід також включає багато непатогенних видів, наприклад:
- Neisseria cinerea
- Neisseria elongata
- Neisseria flavescens
- Neisseria lactamica
- Neisseria mucosa
- Neisseria polysaccharea
- Neisseria sicca
- Neisseria subflava

Рід названо на честь німецького лікаря і бактеріолога Альберта Нейссера.